# Diplycosia schultzei
Diplycosia schultzei är en ljungväxtart som beskrevs av Schlechter. Diplycosia schultzei ingår i släktet Diplycosia och familjen ljungväxter. Inga underarter finns listade i Catalogue of Life.